# Communauté de communes du Val de Cher
La communauté de communes du Val de Cher est une communauté de communes française, située dans le département de l'Allier, en région Auvergne-Rhône-Alpes.

## Historique
Elle est créée le 3 mars 2000.
Le projet de schéma départemental de coopération intercommunale (SDCI) de l'Allier, dévoilé en octobre 2015, proposait le remaniement de toutes les structures intercommunales, en n'en maintenant aucune sous leur forme actuelle existant en 2015. Aussi la communauté de communes du Val de Cher (Saint-Vitte exclue) devait-elle fusionner avec celles du Pays de Tronçais, du Pays d'Huriel, du Pays de Marcillat-en-Combraille (Virlet exclue) et la communauté d'agglomération montluçonnaise.
Outre le départ de Saint-Vitte, qui a rejoint la communauté de communes Berry Grand Sud, le SDCI adopté en mars 2016 propose le maintien en l'état de la communauté de communes.

## Territoire communautaire

### Géographie
La communauté de communes du Val de Cher est située au nord-ouest du département de l'Allier. Elle jouxte la communauté d'agglomération montluçonnaise au sud et les communautés de communes du Pays d'Huriel au sud-ouest, Commentry - Néris-les-Bains au sud-est, Région de Montmarault à l'est, du Pays de Tronçais au nord-est et dans le département limitrophe du Cher, la communauté de communes Terres du Grand Meaulnes et la communauté de communes Berry Grand Sud au nord-ouest.
Le territoire communautaire bénéficie d'un accès autoroutier par l'A 71 (échangeur 9), menant vers Paris, Bourges et Clermont-Ferrand à cheval entre les communes de Nassigny et Maillet (Haut-Bocage depuis 2016), ainsi que la route départementale 2144 (ancienne route nationale 144) et une voie ferrée (ligne de Bourges à Miécaze) où passent les trains régionaux et nationaux, avec la gare de Vallon-en-Sully.

### Composition
La communauté de communes est composée des 7 communes suivantes :

| Nom             | Code Insee | Gentilé       | Superficie (km2) | Population (dernière pop. légale) | Densité (hab./km2) |
| --------------- | ---------- | ------------- | ---------------- | --------------------------------- | ------------------ |
| Audes (siège)   | 03010      | Audois        | 28,26            | 408 (2022)                        | 14                 |
| Estivareilles   | 03111      | Estivaliens   | 11,27            | 1 114 (2022)                      | 99                 |
| Haut-Bocage     | 03158      |               | 70,64            | 850 (2022)                        | 12                 |
| Nassigny        | 03193      | Nassignaciens | 18,32            | 195 (2022)                        | 11                 |
| Reugny          | 03213      | Reugnois      | 7,66             | 262 (2022)                        | 34                 |
| Vallon-en-Sully | 03297      | Vallonnais    | 38,02            | 1 468 (2022)                      | 39                 |
| Vaux            | 03301      | Valois        | 18,1             | 1 164 (2022)                      | 64                 |

## Administration

### Siège
Le siège de la communauté de communes est situé à Audes, au musée du canal de Berry.

### Les élus
La communauté de communes est gérée par un conseil communautaire composé de 23 membres représentant chacune des communes membres et élus pour une durée de six ans.
Ils sont répartis comme suit :
| Nombre de délégués | Communes                |
| ------------------ | ----------------------- |
| 7                  | Vallon-en-Sully         |
| 5                  | Estivareilles           |
| 4                  | Haut-Bocage, Vaux       |
| 1                  | Audes, Nassigny, Reugny |

Par l'arrêté préfectoral no 2676/2019 du 30 octobre 2019, le conseil communautaire comptera 25 membres à la suite du renouvellement des conseils municipaux en 2020. La répartition des délégués par commune est la suivante :
- 7 délégués pour Vallon-en-Sully ;
- 5 délégués pour Estivareilles et Vaux ;
- 4 délégués pour Haut-Bocage ;
- 2 délégués pour Audes ;
- un délégué (plus un suppléant) pour Nassigny et Reugny.

### Présidence
Un conseil communautaire, tenu en 2014, a élu son président, Gérard Ciofolo (maire de Nassigny) et désigné cinq vice-présidents :
- Thierry de Lamarlière (ancienne commune de Louroux-Hodement) ;
- Jérôme Duchalet (commune de Vaux) ;
- Bernard Garson (commune de Reugny) ;
- Jacques Jonin (commune de Vallon-en-Sully) ;
- Georges Pailleret (commune d'Estivareilles).

Ils forment ensemble l'exécutif de l'intercommunalité pour le mandat 2014-2020.

### Compétences
L'intercommunalité exerce des compétences qui lui sont déléguées par les communes membres.
Compétences obligatoires :
- aménagement de l'espace : schémas de cohérence territoriale et de secteur, zones d'aménagement concerté d'intérêt communautaire, chartes de Pays, architecturale et paysagère et étude d'aménagement des centres-bourgs ;
- développement économique : aménagement, entretien et gestion de zones d'activités industrielle, commerciale, tertiaire, artisanale ou touristique d'intérêt communautaire.

Compétences optionnelles :
- collecte, traitement, élimination et valorisation des déchets ménagers et assimilés ;
- entretien de la voirie d'intérêt communautaire ;
- équipements sportifs (construction, aménagement, entretien et gestion de ces équipements d'intérêt communautaire).

Compétences facultatives :
- politique du logement et du cadre de vie ;
- petite enfance, enfance et jeunesse ;
- construction, entretien et fonctionnement d'équipements culturels et d'équipements de l'enseignement préélémentaire et élémentaire ;
- protection et mise en valeur de l'environnement ;
- tourisme ;
- manifestations culturelles.

### Régime fiscal et budget
La communauté de communes applique la fiscalité professionnelle unique.